# Lukaskrankenhaus Neuss
Das Lukaskrankenhaus, betrieben von der Rheinland Klinikum Neuss GmbH, ist ein Krankenhaus im Neusser Stadionviertel. Träger sind zu gleichen Teilen die Stadt Neuss und der Rhein-Kreis Neuss. Das Lukaskrankenhaus ist das größte Krankenhaus im Rhein-Kreis Neuss und seit 1977 akademisches Lehrkrankenhaus der Heinrich-Heine-Universität in Düsseldorf.

## Geschichte
Das Krankenhaus wurde zwischen 1909 und 1911 errichtet. Zwischen 1920 und 1938 wurde das Krankenhaus um ein Säuglingsheim, eine HNO-Station, eine TBC-Station sowie ein vergrößertes Infektionshaus erweitert.
Am 19. September 1939 wurde das gesamte Gebäude beschlagnahmt und zu einem Lazarett umfunktioniert. Das Hauptgebäude wurde im Laufe des Zweiten Weltkriegs beinahe vollständig zerstört.
Das Hauptgebäude wurde 1950 wieder errichtet. Ab 1. Juli 1966 führte das Krankenhaus zunächst den Namen „Krankenanstalten Neuß – Lukaskrankenhaus“. Nach der Gründung der Städtische Kliniken Neuss – Lukaskrankenhaus GmbH durch die Stadt Neuss zum 1. Januar 1987 erhielt das Krankenhaus den Namen „Städtische Kliniken Neuss – Lukaskrankenhaus – GmbH“ und im Jahr 2019 durch eine Fusion den Namen „Rheinland Klinikum Neuss Lukaskrankenhaus“.

## Cyberangriff
Das Lukaskrankenhaus war im Jahr 2016 Opfer eines „Cyberangriffs“ mit Erpressungsversuch. Ein Trojaner legte das Computersystem des Krankenhauses lahm. Der oder die Täter schleusten über einen infizierten E-Mail-Anhang eine sogenannte Ransomware ein. Fast 30 weitere Kliniken in Nordrhein-Westfalen waren betroffen. Das Lukaskrankenhaus, dessen komplette IT über einen Monat nicht funktionsfähig war und im Anschluss die Systeme für rund eine Million Euro modernisieren musste, ging mit dem Fall frühzeitig an die Öffentlichkeit und erlangte u. a. durch die umfangreiche Vortragstätigkeit seines damaligen Geschäftsführers bundesweite Beachtung. Bei der Aufklärung arbeitete das Krankenhaus eng zusammen mit der G DATA Advanced Analytics.

## Fusion
Seit 2017 wurde eine möglich Fusion des Lukaskrankenhauses mit den beiden kommunalen Krankenhäusern im Rhein-Kreis diskutiert. Im Laufe des Jahres 2018 konkretisierten sich die Pläne. Ende März 2019 beschlossen der Kreistag des Rhein-Kreises Neuss und der Neusser Stadtrat die Fusion. Rückwirkend zum 1. Januar 2019 wurde die Rhein-Kreis Neuss Kliniken GmbH mit der Städtischen Kliniken Neuss – Lukaskrankenhaus – GmbH zur Rheinland Klinikum Neuss GmbH verschmolzen. Damit zählt die „neue“ Klinik künftig zu den zehn größten kommunalen Krankenhäusern in Deutschland und ist die größte im Rheinland.

## Einrichtung
Zum Haus gehören insgesamt 537 Betten in 13 Fachabteilungen. Zum Haus gehört unter anderem eine Geburtshilfe und die einzige Kinderklinik im Rhein-Kreis Neuss.
Das Krankenhaus versorgte 2018 rund 90.000 ambulante und 29.500 stationäre Patienten.
Die Medicoreha Welsink Akademie führt mit ihren staatlich anerkannten Fachschulen für Physiotherapie und Ergotherapie für 450 Auszubildende die praktische Ausbildung im Lukaskrankenhaus durch.